# Ondřej Slačálek

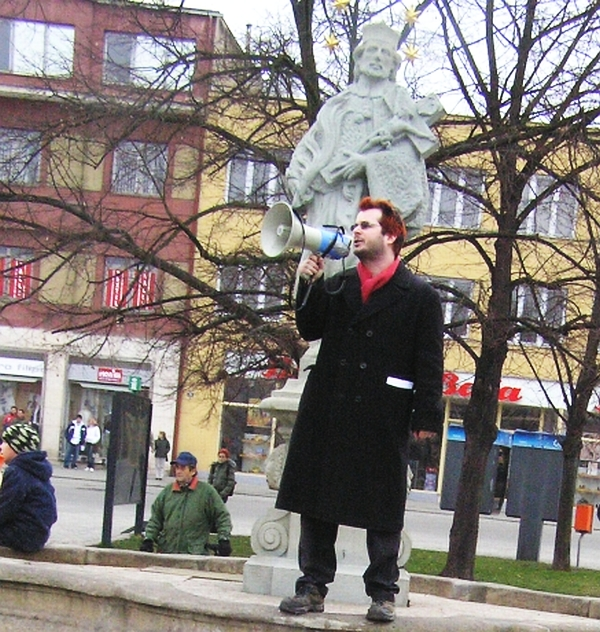
Ondřej Slačálek v Berouně r. 2007

Ondřej Slačálek (* 5. leden 1982) je český politolog vyučující na Filozofické fakultě Univerzity Karlovy v Praze, levicový anarchista, publicista a překladatel. Od roku 1999 působil v redakci časopisu A-kontra vydávaném Československým anarchistickým sdružením, dále publikoval zejména v denících Britské listy (zhruba do roku 2010) a MF Dnes a v anarchofeministické revui Přímá cesta. Od podzimu 2006 do podzimu 2007 byl redaktorem týdeníku Nový Prostor, později redaktorem kulturně politického časopisu A2.
Účinkoval např. v krátkém dokumentárním filmu Pulec, králík a Duch svatý, oceněném Cenou diváků na MFDF Jihlava 2007.

## Dílo
Napsal
- SLAČÁLEK, Ondřej; KUŘÍK, Bob; MAGINCOVÁ, Dagmar. Nečekáme nic od reforem: Kapitoly o českém anarchismu. 1. vyd. Praha: Herrmann & synové, 2024. 528 s. ISBN 978-80-53002-00-4.
- TOMEK, Václav; SLAČÁLEK, Ondřej. Anarchismus: svoboda proti moci. Praha: Vyšehrad, 2006. 669 s. ISBN 80-7021-781-2. Podruhé vydáno 2018.
- SLAČÁLEK, Ondřej. Průvodce anarchismem. Praha: Manibus Propriis, 2006. 551 s. ISBN 80-239-6409-7.
- BORZIČ, Adam; PAVLOVA, Olga; SLAČÁLEK, Ondřej. Proroci post-utopického radikalismu : Alexandr Dugin a Hakim Bey. 1. vyd. Praha: Vyšehrad, 2018. 220 s. ISBN 9788076010079, ISBN 8076010071. OCLC 1078648804

Přeložil
- CHOSSUDOVSKY, Michel. Válka a globalizace. Intu: Vyšehrad, 2003. ISBN 80-903355-0-0.
- CHOMSKY, Noam; FOUCAULT, Michel; ELDERS, Fons. Člověk, moc a spravedlnost. Praha: Intu, 2005. ISBN 80-903355-3-5. (z angličtiny)

Doslovy
- Štěpán, Václav Český anarchismus na přelomu století: od devadesátých let 19. století do propuknutí Velké války, Praha. Ústav pro českou literaturu AV ČR, 2024. ISBN 978-80-908807-9-5